# TMEM225B
TMEM225B (англ. Transmembrane protein 225B) – білок, який кодується однойменним геном, розташованим у людей на 7-й хромосомі. Довжина поліпептидного ланцюга білка становить 221 амінокислот, а молекулярна маса — 25 027.
| 10         |  | 20         |  | 30         |  | 40         |  | 50         |
| ---------- |  | ---------- |  | ---------- |  | ---------- |  | ---------- |
| MLTLEDKDMK |  | GFSWAIVPAL |  | TSLGYLIILV |  | VSIFPFWVRL |  | TNEESHEVFF |
| SGLFENCFNA |  | KCWKPRPLSI |  | YIILGRVFLL |  | SAVFLAFVTT |  | FIMMPFASEF |
| FPRTWKQNFV |  | LACISFFTGA |  | CAFLALVLHA |  | LEIKALRMKL |  | GPLQFSVLWP |
| YYVLGFGIFL |  | FIVAGTICLI |  | QEMVCPCWHL |  | LSTSQSMEED |  | HGSLYLDNLE |
| SLGGEPSSVQ |  | KETQVTAETV |  | I          |  |            |  |            |

A: Аланін

C: Цистеїн

D: Аспарагінова кислота

E: Глутамінова кислота

F: Фенілаланін

G: Гліцин

H: Гістидин

I: Ізолейцин

K: Лізин

L: Лейцин

M: Метіонін

N: Аспарагін

P: Пролін

Q: Глутамін

R: Аргінін

S: Серин

T: Треонін

V: Валін

W: Триптофан

Локалізований у мембрані.